# Hervé IV de Léon
Pour les articles homonymes, voir Hervé de Léon.
Hervé IV de Léon (avant 1271 - après 1298) fut vicomte de Léon, succédant à Hervé III de Léon.

## Biographie
Hervé IV de Léon dilapide en une dizaine d'années (1265-1275) les biens de sa famille. 
Pour solder des dettes, le père d'Hervé, Hervé III avait dû dès le 7 juin 1254 emprunter au duc 300 livres puis de fortes sommes très difficiles à rembourser.
En 1265, Hervé IV afferme d'abord les péages de Saint-Mathieu pour sept ans moyennant la somme de 3 000 livres. Dès 1271, il proroge ce contrat pour 17 ans. En 1273, il commence à vendre divers petits fiefs avant de vendre définitivement à Pierre de Bretagne pour le compte de son père Jean Ier le Roux, le port de Saint-Mathieu et ses coutumes en août 1275 pour 16 000 livres. 
Hervé IV lui avait déjà cédé le 17 février 1274 la ville et le château du Conquet pour 1 500 livres, Plouarzel et Plougonvelin la même année pour 4 000 livres, Saint-Renan, le château de Damani et toutes ses propriétés subsistantes dans les trois évêchés de Léon, Tréguier et Cornouaille soit le reste de son patrimoine le 26 octobre 1276 pour 7 210 livres. Cet acte est ratifié le même mois par sa sœur Amé de Léon et l'époux de cette dernière Rolland de Dinan Montafilant. En 1277, le duc doit donner, pour aller en croisade, un bon cheval qu'Hervé « jadis viscomte de Léon » vend avant son départ ! Il meurt seulement après 1298, l'année où sa fille et héritière, une autre Amé de Léon, ratifie à son tour la cession du comté de Léon.

## Union et Postérité
Hervé IV s'était marié en 1265 avec Catherine de Laval, fille de Guy VII de Laval seigneur de Vitré, qui obtient des compensations financières de la part du duc de Bretagne en 1281, puis en 1306. Elle est alors qualifiée de « jadis vicomtesse de Léon ». Il laisse une fille : Amé de Léon.